# Tour of Norway 2016
Tour of Norway 2016 var den sjette udgave af det internationale cykelløb Tour of Norway. Løbet var klassificeret som 2.HC og blev arrangeret fra 18. til 22. maj 2016. Størstedelen af løbet foregik i fylkerne Buskerud og Telemark, men man kom også gennem Vestfold på første etape, og sidste etape gik fra Akershus til Østfold. Store dele af ruten for flere af etaperne var mere eller mindre magen til 2015-udgaven. Pieter Weening blev den samlede vinder af løbet.

## Hold og ryttere
| World Tour-hold                                           | Professionelle kontinentalhold | Kontinentalhold/landshold |
| --------------------------------------------------------- | --- | --- |
| - Team Dimension Data - Lotto Soudal - Team LottoNL-Jumbo | - Bora-Argon 18 - Caja Rural-Seguros RGA - Delko-Marseille Provence KTM - Drapac Professional Cycling - Nippo-Vini Fantini - One Pro Cycling - Roompot Oranje Peloton - Stölting Service Group - Team Roth - Topsport Vlaanderen-Baloise - Wanty-Groupe Gobert | - Norge - Team Coop-Øster Hus - Team FixIT.no - Team Joker Byggtorget - Team Ringeriks-Kraft - Team Sparebanken Sør - Team Tre Berg-Bianchi |

### Danske ryttere
- Asbjørn Kragh Andersen kører for Delko-Marseille Provence KTM
- Sebastian Lander kører for ONE Pro Cycling
- Mads Pedersen kører for Stölting Service Group
- Rasmus Quaade kører for Stölting Service Group

## Etaperne
| Etape    | Dato    | Start – Mål                         | type              | Afstand (km) | Etapevinder          | Førende rytter  |
| -------- | ------- | ----------------------------------- | ----------------- | ------------ | -------------------- | --------------- |
| 1. etape | 18. maj | Drammen – Langesund                 | flad etape        | 172,4        | Steele Von Hoff      | Steele Von Hoff |
| 2. etape | 19. maj | Kragerø – Rjukan                    | middel bjergetape | 211,2        | Pieter Weening       | Pieter Weening  |
| 3. etape | 20. maj | Rjukan – Geilo                      | middel bjergetape | 168,3        | Mads Pedersen        | Pieter Weening  |
| 4. etape | 21. maj | Flå – Hønefoss flyveplads, Eggemoen | kuperet etape     | 173,2        | Edvald Boasson Hagen | Pieter Weening  |
| 5. etape | 22. maj | Drøbak – Sarpsborg                  | kuperet etape     | 163,4        | Edvald Boasson Hagen | Pieter Weening  |

## Trøjernes fordeling gennem løbet
| Etape  | · Etapevinder        | · Førertrøjen         | · Pointtrøjen            | · Bjergtrøjen        | · Ungdomstrøjen            | · Holdkonkurrencen     |
| ------ | -------------------- | --------------------- | ------------------------ | -------------------- | -------------------------- | ---------------------- |
| 1      | Steele Von Hoff      | Steele Von Hoff (OPC) | Steele Von Hoff (OPC)    | Håvard Blikra (COH)  | Phil Bauhaus (BOA)         | Team Joker Byggtorget  |
| 2      | Pieter Weening       | Pieter Weening (ROP)  | Steele Von Hoff (OPC)    | Pieter Weening (ROP) | Odd Christian Eiking (NOR) | Roompot Oranje Peloton |
| 3      | Mads Pedersen        | Pieter Weening (ROP)  | Pieter Weening (ROP)     | Mads Pedersen (SSG)  | Odd Christian Eiking (NOR) | Team Norge             |
| 4      | Edvald Boasson Hagen | Pieter Weening (ROP)  | Sondre Holst Enger (NOR) | Mads Pedersen (SSG)  | Odd Christian Eiking (NOR) | Team Norge             |
| 5      | Edvald Boasson Hagen | Pieter Weening (ROP)  | Sondre Holst Enger (NOR) | Mads Pedersen (SSG)  | Odd Christian Eiking (NOR) | Team Norge             |
| Samlet | Samlet               | Pieter Weening (ROP)  | Sondre Holst Enger (NOR) | Mads Pedersen (SSG)  | Odd Christian Eiking (NOR) | Team Norge             |

## Resultater
|    | Rytter               | Hold                        | Tid      |
| -- | -------------------- | --------------------------- | -------- |
| 1  | Pieter Weening       | Roompot-Oranje Peloton      | 22:17.20 |
| 2  | Edvald Boasson Hagen | Dimension Data              | + 0.23   |
| 3  | Sondre Holst Enger   | Team Norge                  | + 0.33   |
| 4  | Odd Christian Eiking | Team Norge                  | + 0.55   |
| 5  | Sander Armée         | Lotto-Soudal                | + 0.57   |
| 6  | José Mendes          | Bora-Argon 18               | + 0.59   |
| 7  | Marco Minnaard       | Wanty-Groupe Gobert         | + 1.02   |
| 8  | Eliot Lietaer        | Topsport Vlaanderen-Baloise | + 1.19   |
| 9  | Pello Bilbao         | Caja Rural-Seguros RGA      | + 1.30   |
| 10 | August Jensen        | Team Coop-Øster Hus         | + 1.31   |